# Ascotis reciprocaria
Ascotis reciprocaria är en fjärilsart som beskrevs av Walker 1860. Ascotis reciprocaria ingår i släktet Ascotis och familjen mätare. Inga underarter finns listade i Catalogue of Life.